# Kajdiž
Kajdiž je priimek v Sloveniji, ki ga je po podatkih Statističnega urada Republike Slovenije na dan 1. januarja 2010 uporabljalo 72 oseb.

## Znani nosilci priimka
- Blaž Kajdiž (*1977), veslač
- Matevž Kajdiž, pevec tenorist
- Tomo (Tomaž) Kajdiž (1834 - 1914), duhovnik, kanonik, politik, publicist